# José Luis López Olascoaga
José Luis López Olascoaga (* 24. Januar 1964 in Bejucos, Tejupilco, Estado de México), auch bekannt unter dem Spitznamen El Gato, ist ein ehemaliger mexikanischer Fußballspieler auf der Position eines Torwarts.
„El Gato“ López stand zwischen 1984 und 1989 beim Deportivo Toluca FC unter Vertrag und wechselte 1990 zum Club Deportivo Guadalajara, für den er in den Spielzeiten 1990/91 und 1992/93 insgesamt 43 Mal in der höchsten mexikanischen Spielklasse zwischen den Pfosten stand.
Nach seiner aktiven Laufbahn arbeitete López unter anderem als Torwarttrainer bei seinem ehemaligen Verein Deportivo Toluca.